# Basilica di San Vittore (Arsago Seprio)
La basilica di San Vittore martire è una chiesa facente parte, insieme all'antistante battistero, di uno dei più importanti complessi romanici della Lombardia. Si trova ad Arsago Seprio, in provincia di Varese, a circa 17 km dal capoluogo.
La chiesa risale al IX-XII secolo e fu costruita su un più antico edificio datato V-VI secolo, del quale sono ancora visibili le tracce all'esterno dell'abside, probabilmente sotto la spinta di Arnolfo II da Arsago, arcivescovo di Milano dal 998 al 1018.
La realizzazione della chiesa e del battistero venne affidata ai Maestri comacini, ma non è chiaro se i due edifici siano coevi, oppure realizzati in periodi differenti.

## Architettura
La pianta della chiesa è longitudinale, priva di transetto e presenta un presbiterio rialzato, ma privo di cripta. La facciata a salienti, sulla quale si aprono il portale d'ingresso e tre finestre con arco a tutto sesto, fa intuire già dall'esterno che l'aula dell'edificio è suddivisa in tre navate. Otto fori quadrati allineati orizzontalmente si aprono all'altezza del frontone che sovrasta la porta settecentesca: erano probabilmente utilizzati per sostenere delle travi in legno che andavano a costituire un portico oggi scomparso. Sulla sommità della facciata, a decorazione della linea della copertura si trova una serie di archetti ciechi. 

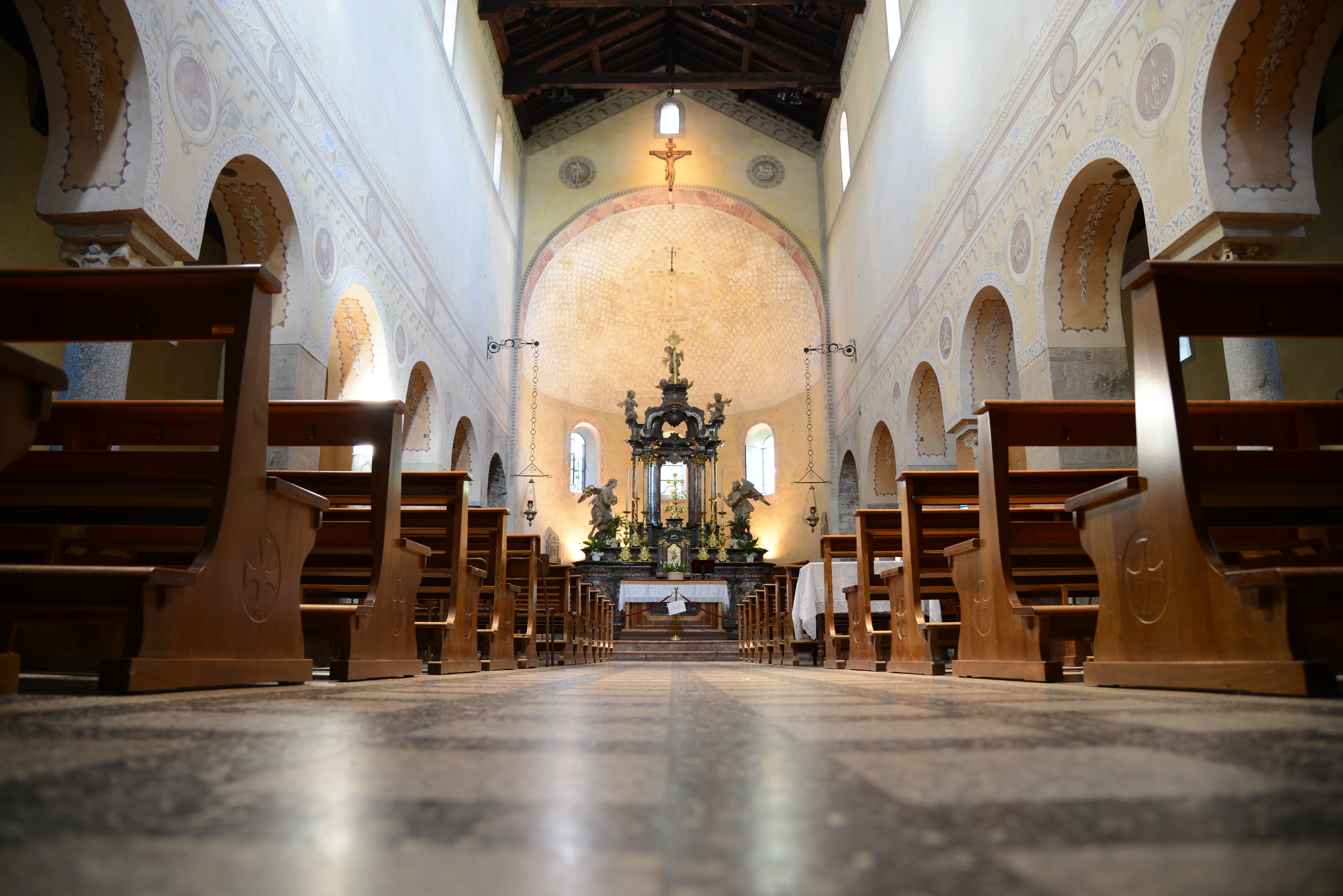
L'interno della chiesa

All'interno, le tre navate sono separate da due serie di pilastri alternati a colonne realizzate con materiali di recupero di origine romana e terminano con tre absidi rivolte a est. Le originali decorazioni pittoriche dell'intera chiesa sono andate perdute e nel XX secolo le pareti interne sono state completamente intonacate.

### Campanile
Il campanile è realizzato in pietra ricavata da costruzioni precedenti. La torre presenta grandi lesene angolari che delimitano delle specchiature separate da fasce formate da pietre disposte a dente di sega e archetti ciechi. L'originale cella campanaria fu murata nel 1872 e oggi le campane si trovano sul terrazzo soprastante, privo di copertura.

### Battistero

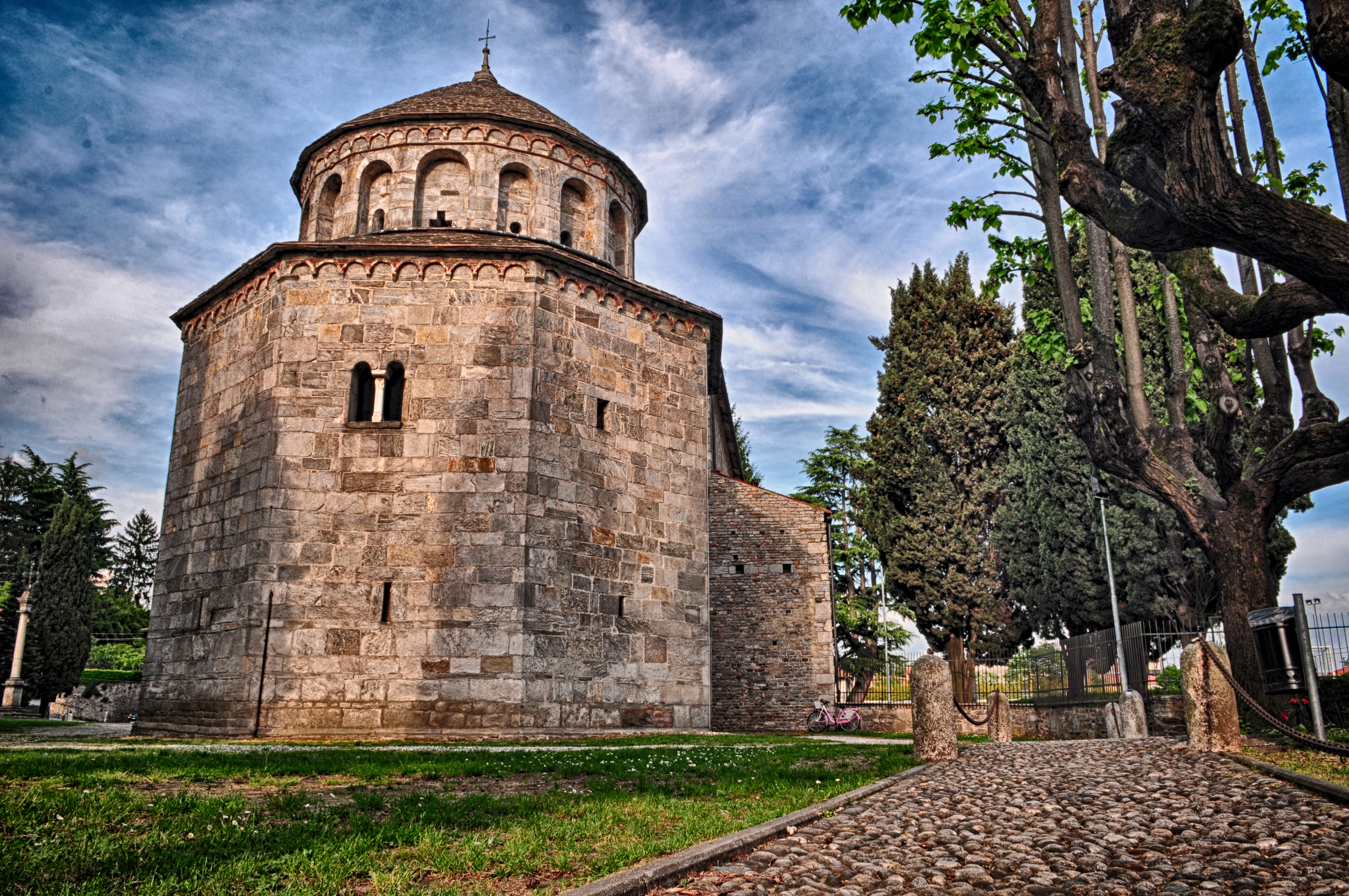
Il battistero fotografato dal lato ovest

Il battistero, dedicato a San Giovanni evangelista, è posto davanti alla facciata della chiesa, con due ingressi posti sui lati meridionale e settentrionale. Risale alla metà del XII secolo e la muratura si presenta del tutto simile a quella della chiesa. La pianta è di forma ottagonale e l'edificio è sormontato da un tiburio a sedici lati solcati da un profondi archi ciechi, ognuno dei quali presenta una piccola apertura di diversa forma (a croce, circolare, ad arco), che racchiude la cupola emisferica. La copertura è piramidale. Tre delle otto pareti presentano delle bifore divise da colonnine.
All'interno si trovano otto nicchie a pianta rettangolare o trapezoidale ricavate nello spessore della muratura, ad eccezione di quella orientale, semicircolare e con altare ricavato da un cinerario romano. Le nicchie sono sormontate da una serie di archetti e affiancate da semicolonne che si innalzano fino al livello del matroneo che corre lungo tutto il perimetro del battistero e al quale si accede attraverso due scale incavate nello spessore murario. Al centro dell'edificio si trova l'antica vasca battesimale posto più in basso rispetto al livello del pavimento, al quale è collegato tramite tre gradini (oggi ne rimangono solo due).
Sul lato orientale del battistero si trova una finestra non perpendicolare alla parete, ma inclinata con orientamento a sud, probabilmente per consentire la visione della Stella del Mattino all'alba successiva al giorno di Pasqua, quando anticamente venivano battezzati i catecumeni.